# Associazione Calcio Stabia
L'Associazione Calcio Stabia fu la principale società calcistica di Castellammare di Stabia (NA).
Nacque nel 1933 prendendo quindi il posto della disciolta Football Club Stabiese. Cessò le attività nel 1953 per problemi economici, lasciando il ruolo di primo club cittadino alla Società Sportiva Juventus Stabia.

## Storia

La formazione dello Stabia capolista del girone D della Serie C 1950-1951.

L'A.C. Stabia, il nuovo club fondato nel 1933 ossia dopo il fallimento della precedente Football Club Stabiese, dovette ripartire da zero, come una neoaffiliata. Pertanto iniziò la sua storia dalla Terza Divisione, ed in tal modo le venne conferito il testimone di prima squadra cittadina.
Nel 1945 vinse il Campionato campano, traguardo raggiunto dopo un avvincente testa a testa con la Salernitana. In quegli anni la compagine di Castellammare di Stabia aveva tra le proprie file il celebre calciatore Romeo Menti, a cui è dedicato lo stadio cittadino.
Il 17 giugno 1951 lo Stabia raggiunse la Serie B, traguardo ottenuto vincendo per 2-0 nello spareggio contro il Foggia sul campo neutro di Firenze grazie alle due reti di Cereseto, siglate entrambe nel primo tempo. La stagione a venire, però, non fu facile per gli stabiesi, tanto che affrontarono squadre di grosso valore come Genoa e Roma. Alla fine il campionato si concluse all'ultimo posto e di conseguenza retrocedettero nella Serie C 1952-1953. Poco dopo la fine dell'annata successiva, condita da un'altra discesa, la società campana fallì per debiti.
La tradizione calcistica stabiese a partire dal 1953 proseguì quindi mediante le gesta della già esistente "Società Sportiva Juventus Stabia".